# 松本日向 (タレント)
松本 日向（まつもと ひなた、2000年〈平成12年〉12月11日 - ）は、日本のグラビアアイドル、タレント。女性アイドルグループHKT48の元メンバー。
大阪府出身。TRUSTAR所属。妹は元SUPER☆GiRLSの松本愛花。K-1選手の松本日向とは同姓同名の別人である。

## 略歴
2016年、HKT48の第4期研究生オーディションに応募し、同年7月12日、『HKT48夏のホールツアー〜HKTがAKB48グループを離脱? 国民投票コンサート〜』の福岡サンパレス公演に於いて初お披露目された。
2017年11月26日、西鉄ホールで開催された『HKT48 6フェス 〜LOVE&PEACE! ROCK周年だよ、人生は…〜』に於いて、研究生からチームTIIに昇格したことが発表される。
2019年4月10日に発売された、指原莉乃卒業記念シングル「意志」でシングル表題曲初選抜。以後「3-2」「君とどこかへ行きたい」（みずほ選抜）と3作連続で表題曲選抜を果たした。
2022年4月28日の劇場公演で卒業を発表し、同年6月27日をもってHKT48メンバーとしての活動を終了。TRUSTARへ移籍しソロでのタレント活動を開始した。11月17日に『週刊ヤングジャンプ』（集英社）51号の巻末グラビアにてHKT48卒業後初グラビアを披露した。

## 人物
- HKT48メンバー初の大阪府出身者[10]。グループ内では派生ユニット『Chou』（シュー）のメンバー[注 1]としてモデル級のプロポーションを見せた反面、関西弁を話すコミカルなキャラクターから「迷言の女王」と呼ばれていた[8]。同じ大阪出身で同姓の松本羽麗[注 2]と卒業公演で共演した際は「似たような待遇」とコメントしている[8]。
- HKTでは田島芽瑠と特に仲が良く[14]、2019年6月18日発売の『漫画アクション』（双葉社）2019年13号では、田島と松本を題材にした漫画『めるひな物語』（作：吉沢緑時）が掲載された[15]。
- 2020年11月から行われている『博多なないろ』公演では、チームピンクに配属されていた[16]。
- 中学時代はバスケットボール部で、背番号は「5」[17]。
- 藤田ニコルのファンで、『ポケモンの家あつまる?』で共演した際は感激したという[18]。
- 自身のファンの愛称は「ひなちゃんず」[19]。
- 2021年頃から競艇（ボートレース）観戦を始めた[20]。その影響で、ボート関連の仕事が増える傾向にある。

## HKT48在籍時の参加楽曲

### シングル選抜楽曲
HKT48名義
- 「バグっていいじゃん」に収録
  - 白線の内側で - 「4期生」名義
  - キスが遠すぎるよ - 「ダイヤモンドガールズ」名義
  - HKT48ファミリー
- 「キスは待つしかないのでしょうか?」に収録
  - さくらんぼを結べるか? - 「4期生」名義
  - 隣の彼はカッコ良く見える - 「プラチナガールズ」名義
- 「早送りカレンダー」に収録
  - Just a moment – 「幸せDAパンケーキ」名義
- 意志
  - 誰より手を振ろう
  - いつだってそばにいる
- 3-2
  - キスの花びら - 「Chou」名義[12]
  - 青春の出口
- 君とどこかへ行きたい（みずほ選抜）

AKB48名義
- 「NO WAY MAN」に収録
  - おはようから始まる世界 – 「U-19選抜2018」名義[21]
- 「サステナブル」に収録
  - モニカ、夜明けだ – 「48グループNEXT12」名義[21]

### アルバム収録楽曲
- 『092』に収録
  - ファンミーティング - 「F24」名義
  - パッションフルーツの秘密 - 「Chou」名義[12]

### 劇場公演ユニット曲
チームKⅣ 2nd Stage「最終ベルが鳴る」公演
- ごめんねジュエル（バックダンサー、宮脇咲良のユニットアンダー）

HKT48 ひまわり組 2nd Stage「ただいま恋愛中」公演
- 7時12分の初恋（今村麻莉愛・坂本愛玲菜のユニットアンダー）
- 純愛のクレッシェンド（宮脇咲良・田中優香のユニットアンダー）
- Faint（下野由貴のユニットアンダー）

チームH 4th Stage「シアターの女神」公演
- ロマンスかくれんぼ（前座ガール）
- ロッカールームボーイ（秋吉優花のユニットアンダー）

チームTII（＋研究生）「手をつなぎながら」公演
- Glory days（外薗葉月のユニットアンダー）
- この胸のバーコード（坂本愛玲菜のユニットアンダー）
- ウィンブルドンへ連れて行って（今村麻莉愛・月足天音のユニットアンダー）
- 雨のピアニスト
- チョコの行方

チームKⅣ 3rd Stage「制服の芽」公演
- 万華鏡（今田美奈のユニットアンダー）

チームTII 2nd Stage「恋愛禁止条例」公演
- 黒い天使[22]
- ハート型ウイルス（栗原紗英のユニットアンダー）

## 出演

### テレビ番組
- ボートの時間!（2023年5月 - 、サンテレビ） - ナビゲーター

### ウェブドラマ
- 恋リアなんて嘘だらけ?（2022年12月28日、BUMP） - モエ 役[23][24]

### その他ネット配信
- ういちとひなたの舟道場（2023年3月5日 - 、日本レジャーチャンネル公式YouTube）[20]
- SHAKE UP WALLOP（2024年1月12日 - 、WALLOP） - 金曜MC[25]

### MV
- ナナイロ「knock」（2022年8月26日）[26]
- PLUE「愛がなんだとか」（2024年8月9日）

### イベント
- TGC KITAKYUSHU 2019 by TOKYO GIRLS COLLECTION（2019年10月5日、西日本総合展示場）[27]
- COLORZ powered by SHEIN（2022年8月21日、日比谷野外音楽堂）[注 3]
- 近代麻雀水着祭ファイナル（2024年9月22日、しらこばと水上公園）[注 4]

## 出版

### デジタル写真集
- The Dream Goes On（2022年11月17日、集英社［YJ PHOTO BOOK］、撮影：カノウリョウマ）[29]
- 陽のあたる場所（2023年6月21日、双葉社［EX大衆デジタル写真集］、撮影：鈴木ゴータ）[30]
- 今日よりもっと、好きになる（2024年5月16日、集英社［YJ PHOTO BOOK］、撮影：大藪達也）[31]
- peony（2024年6月3日、東京ニュース通信社［B.L.T.デジタル写真集］）[32]
- もう、あんま見んといてや（2024年9月10日、光文社［FLASHデジタル写真集］、撮影：U-YA）[33]
- 風を切れ！（2025年2月3日、集英社［週プレ PHOTO BOOK］、撮影：竹内裕二）[34]
- 冬のひなたで…（2025年2月4日、双葉社［漫画アクションデジタル写真集］、撮影：高橋慶佑）[35]
- 麗しのシャルマン（2025年4月7日、ワニブックス［ワニブックスデジタル写真集］、撮影：大藪達也）[36]
- 寝ても覚めても…（2025年5月29日、集英社［YJ PHOTO BOOK］、撮影：大藪達也）[37]
- 日向のぬくもり（2025年6月20日、扶桑社［SPA! デジタル写真集］、撮影：武田敏将）[38]
- はじめての朝（2025年7月25日、ワン・パブリッシング［BOMBデジタル写真集］、撮影：根本好伸）[39]

### トレーディングカード
- 松本日向 ファースト・トレーディングカード（2025年2月22日、ヒッツ）[40][41]